# Ogovea nasuta
Ogovea nasuta - gatunek kosarza z podrzędu Cyphophthalmi i monotypowej rodziny Ogoveidae.

## Opis
Krótkonogi gatunek kosarza osiągający około 2-3 mm długości ciała.

## Występowanie
Gatunek jest endemitem Wyspy Bioko, należącej do Gwinei Równikowej. Występuje tam w okolicach miejscowości Musola.